# Дідик Олена
Олена Дідик (нар. 1986, м. Боярка, Київська область) — українська майстриня з вишивки, етнографка, дизайнерка, стилістка, колекціонерка, учасниця гурту «Гуляйгород», засновниця студії «Olenka Didyk ethnic studio». Займається стилізаціями, відтворенням автентичного вбрання, дослідженням української спадщини. Була стилісткою

## Життєпис
Олена Дідик народилася у Боярці на Київщині. Дитинство провела у смт Линовиця Прилуцького району Полтавської області, де жила разом з бабусею, дідом і прабабцею та звідки походить мамин рід. Вона часто втікала з дитсадка, а з однолітками їй не було цікаво гратися. Любила слухати як співають жінки похилого віку.
У дитинстві повторювала все, що робить бабуся. У чотири роки і сама почала вишивати, стала шити спідниці лялькам.
Згодом мати забрала її вчитися у школі до Боярки.
Освіту за спеціальністю археолог-антрополог здобувала на історичному факультеті Національного університету «Києво-Могилянська академія». У студентські роки зацікавилась фольклором та етнографією після знайомства з фахівцями, у 18 років, почала збирати українські народні пісні. Спершу опитала рідних бабусю, дідуся та прабабусю, обійшла усіх сусідок, а потім на велосипеді об'їздила навколишні села. За словами, Олени Дідик, їй було «цікавіше розкопувати звичаї, ніж старі поселення».
Захоплення вишиванням відбулося під час етнографічних експедицій. У селі Лутайка Прилуцького району розговорилася з однією з літньою господинею, яка показала рукав сорочки, перешитий в торбинку. Той рукав та господиня подарувала Олені.
Познайомилась з учасниками гурту «Гуляйгород», які запросили її спробувати співати у колективі. Відтоді вона стала однієї з учасниць гурту. З 2006 року їздила з учасниками гурту у фольклорні експедиції по Україні, пізніше їздила і сама. В експедиції їздила до 2015 року, і припинила через те, що було важко бачити вимираючі села, дізнаватися, що люди, яких вона раніше записувала, померли.
Невелику кількість часу працювала в Інституті археології НАН України, однак потім вирішила сфокусуватися на тому, що зникає: етнографія та фольклор.
Під час Революції Гідності на Майдані зустріла своє кохання — Григорія Матяша з Прилук, для якого вона вишила сорочку «білим по білому». Аналогічну вишила й собі, використавши 14 різних технік. Проте її наречений 31 липня 2015 року загинув під Пісками на Донеччині. Згодом ця історія увійшла до документальної стрічки «Спадок нації», що вийшов у 2016 році.
Олена Дідик захоплюється міською ретро-культурою. Брала участь ретро-велопарадах, на трьох з них здобувала перше місце за найкращий жіночий образ. Також вона викладає вишивання в селі Хотів біля Києва.

## Творча діяльність
В експедиціях Дідик особливо захопилась відновленням давніх технік вишивки, які бачила на старих сорочках та їхніх фрагментах. Хоч вишивка була основою досліджень, етнографка фіксувала й записувала все: інструментальну музику, пісні, танці, обряди, локальну говірку.
Олена Дідик займається пошиттям реплік давніх речей та відтворенням стилізованого вбрання, переосмислюючи давні речі. Переважно це строї Центральної України. Вишивання робить вручну. Вона вважає, що домоткане полотно слід берегти, оскільки це цінні речі, які ніхто більше не виготовить.
Почала опановувати усі техніки вишивки власноруч. Окрім цього пробувала відтворити інші елементи строю: вінки, намиста, хустки, спідниці, кишені. Вбачала важливим дослідити все самостійно та ділитися цими тонкощами з іншими. Згодом поставила собі за мету створити нову традицію на основі давньої.
Олена Дідик займається колекціонуванням автентичного одягу. В її колекції нараховується понад 100 сорочок, переважно з Центральної України, хоча є і з Поділля та Західної України. Також колекціонує поясний, плечовий одяг, головні убори та прикраси. Найдавнішому вбранню приблизно 200 років.
2012 року заснувала власну майстерню традиційного та стилізованого вбрання «Olenka Didyk ethnic studio». У студії відшиваються репліки давнього одягу XVII—XX століття, творяться стилізовані речі, які легко можна інтегрувати в сучасний гардероб. Більшість елементів вбрання виготовлені в єдиному екземплярі. Того ж року вона, а з 2020 року святкове вбрання мешканців Боярки, яке було відтворене в майстерні за автентичними зразками, експонується в Боярському краєзнавчому музеї.
Наразі є два напрямки роботи: відшиття ексклюзивних реплік автентичних зразків та створення стилізованого сучасного етно.
Олена Дідик надає для експонування автентичний одяг з власної колекції для виставок та різних проєктів, зокрема, для виставки «Україна Благословенна».
Олена Дідик у 2016 році готувала автентичні строї кінця XIX — початку XX століття для зйомок другої частини проєкту «Щирі» для створення благодійного календаря за участі зірок шоу-бізнесу з метою збору коштів для підтримки регіональних музеїв, а також у жовтні того ж року проела виставку-показ автентичних українських народних строїв з Чернігівщини та Полтавщини «Українська краса» в Культурно-інформаційному центрі Посольства України в Греції в Афінах.
Вона брала участь у реалізації проєкту «Спадок» — серії роликів, які присвячені українській культурі, традиціям, народним звичаям та відображають вбрання, притаманне кожному регіону України, надавши для нього автентичне вбрання зі своєї колекції. В одному роликів вона знялася як модель, представивши дівоче святкове вбрання кінця XIX — початку XX століття, яке носили на Полтавщині, зокрема, в на території сучасного Миргородського району. Пізніше брала участь як експертка у створенні продовження «Спадку» — документальній стрічці «Весільний спадок», яка вийшла в прокат у 2020 році.
У 2017 році вона була стилістом номеру-відкриття другого півфіналу пісенного конкурсу Євробачення 2017, який проходив у Києві. Того ж року у травні автентичне вбрання з її колекції та власноруч відшиті репліки експонувалися в Прилуцькому краєзнавчому музеї імені В. І. Маслова.
Окрім цього майстриня відшиває сценічне вбрання для гуртів і окремих виконавців: образи для Сусанни Карпенко, гурту «Kurbasy», «Книга-мандрівка», фотозйомки Анни Сенік.
2017—2018 рр. працювала стилісткою бренду «Зерно»[джерело?].
Брала участь у зйомках як модель для артбука «Наречена» у 2017 році, книги Галини Стельмащук «Українські народні головні убори».[джерело?]
Разом з командою працювала над створенням костюмів для проєкту «Спадок», фільму «Чорний Ворон» (2018), книги «Бойківське весілля» (2019).[джерело?]

У травні 2019 році Олена Дідик брала участь у благодійному показі для збору коштів для пораненого бійця Дмитра Краслянського як одна з акторок фільму «Чорний козак».
Під час широкомасштабного російського вторгнення до України навесні 2022 року взяла участь у реалізації проєкту «ВІЛЬНІ», зокрема, надавши автентичний одяг з власної колекції, метою якого було підтримати українців, акцентувавши увагу на національних коренях та традиціях.
Брала участь в реалізації виставки про традиційну кримськотатарську культуру «Miras. Спадщина», яка відкрилася у наприкінці жовтня 2022 року у Скарбниці Національного музею історії України на території Національного Києво-Печерського історико-культурного заповідника"

## Фільмографія
У 2008 році режисер Владислав Чабанюк запросив мисткиню взяти участь у зйомках народного фільму «Чорний Козак». Спеціально для Олени була написана роль, і її справжнє ім'я було використане як ім'я героїні.
Окрім цього Олена Дідик епізодично знімалась у стрічках:
- «Поводир»;
- «Гіркі жнива»;
- «Століття Якова»;
- «Сонце над Борисфеном»;
- «Спадок нації».